# 錢嶧
錢嶧（1513年—？），字景魯，浙江寧波府鄞縣人，民籍，明朝政治人物。

## 生平
嘉靖十九年（1540年）庚子科浙江鄉試第八名舉人。嘉靖二十三年（1544年）中式甲辰科會試第九十六名，登第三甲第二十六名進士。初任江西永丰县知县，历官镇江府知府，升徐州兵备副使。

## 家族
曾祖錢秬，縣丞 贈大中大夫資治少尹左參政；祖父錢奐，正奉大夫正治卿左布政使；父錢瓚，中憲大夫按察司副使。嫡母毛氏、李氏；生母王氏。永感下。兄錢崐，知县；錢峯；錢岑，歲贡生；錢嵄；錢豳。弟钱岠。